# Jeremiah Borlongan
Jeremiah Chabon Borlongan (* 8. Dezember 1998 in Cagayan de Oro) ist ein philippinischer Fußballspieler, der hauptsächlich auf Linksaußen eingesetzt wird.

## Karriere

### Klub
Nachdem er von 2015 bis 2020 in der Mannschaft der Universität der Philippinen (den Fighting Maroons) spielte. Ursprünglich wollte Borlongan noch eine Saison länger für das Team spielen – dieser Plan wurde durch die COVID-19 bedingte, am Ende nicht ausgespielte Saison jedoch durchkreuzt. Im Sommer des folgenden Jahres unterschrieb er beim Cebu FC. Sein Debüt gab er im ersten Spiel seiner Mannschaft beim PFL Cup 2021, einer 0:1-Niederlage gegen Stallion Laguna. Zur Spielzeit 2022/23 stieg Laguna in den Spielbetrieb der Philippines Football League ein. Schnell etablierte er sich hier zu einem Stammspieler, erzielte in seiner Debütsaison vier Tore und bereitete acht weitere vor. Damit teilte er sich nach Saisonende den zweiten Platz auf der Top-Vorlagengeberliste mit Mert Altınöz.
Vor der Folgesaison 2024 kam er in jedem der Gruppenspiele seines Teams im AFC Cup 2023/24 zum Einsatz, bekam später in der Liga aber nur wenige Spielminuten. Ähnlich startete er auch in die darauffolgende Spielzeit.

### Nationalmannschaft
Nachdem Borlongan in den philippinischen U-13- und U-15-Auswahlen zum Einsatz gekommen war, wurde er für die AFF U-19 Championship 2015 in die U-19-Mannschaft der Philippinen berufen. Auch bei der AFF U-19 Championship 2016 war er dabei und bestritt danach noch ein paar Qualifikationsspiele mit der Mannschaft.
Im Jahr darauf wurde er in den Kader der U-22-Auswahl für die Südostasienspiele 2017 nominiert. Dort gab er beim 2:0-Sieg über Kambodscha im Eröffnungsspiel des Turniers sein Debüt. Es folgten die Teilnahme an der AFF U-22 Championship 2019 und mehrere Qualifikationsspiele, sein letztes Turnier mit der U-22 waren die Südostasienspiele 2019.
Im November 2018 wurde Borlongan erstmals für die A-Nationalmannschaft der Philippinen nominiert, für den endgültigen Kader bei der Südostasienmeisterschaft 2022 wurde er anschließend jedoch nicht berücksichtigt. Er gehörte zwar nicht zum initialen Kader beim Merdeka Tournament 2024, bekam jedoch einen Platz als Nachrücker und wurde bei dem Turnier am 4. September 2024 bei der 1:2-Niederlage gegen Malaysia in der 82. Minute für Alex Monis eingewechselt. Beim Spiel um den dritten Platz, das mit 3:4 nach Elfmeterschießen gegen Tadschikistan verloren wurde, kam er zur 85. Minute für Sandro Reyes ins Spiel.